# Binswangen

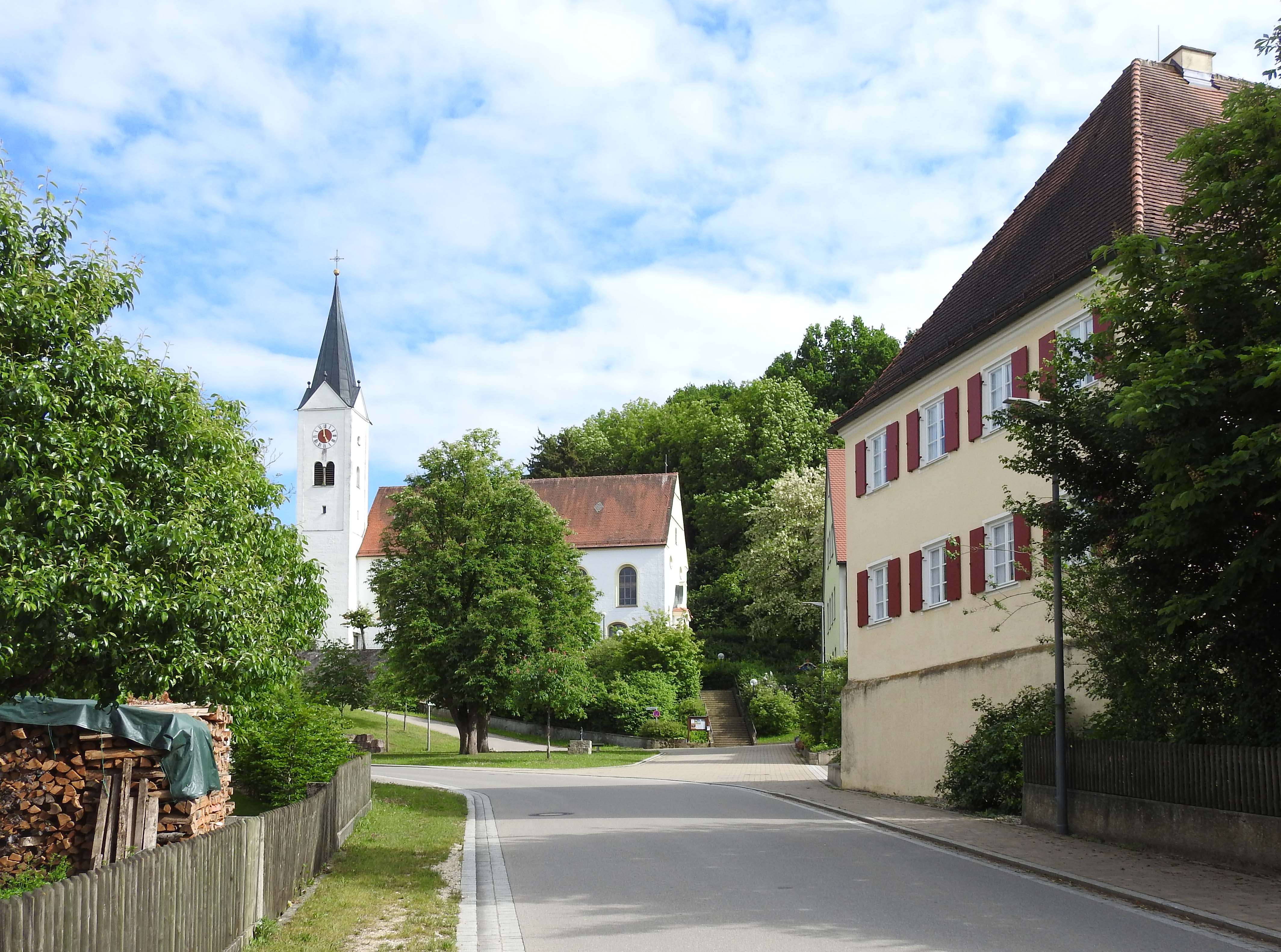
Kirche und Pfarrhof in Binswangen

Binswangen ist eine Gemeinde im schwäbischen Landkreis Dillingen an der Donau. Sie ist Mitglied der Verwaltungsgemeinschaft Wertingen.

## Geografie
Binswangen liegt in der Region Augsburg zwischen Wertingen und Dillingen an der Donau.
Es gibt zwei Gemeindeteile (in Klammern ist der Siedlungstyp angegeben):
- Binswangen (Pfarrdorf)
- Zollhaus (Einöde)

Es gibt nur die Gemarkung Binswangen.

## Geschichte
Die erste urkundliche Erwähnung des Ortes stammt aus dem Jahr 1182. Binswangen kam im Jahre 1300 in den Besitz des Konrad Ramschwag und 1334 in den Besitz der Herren von Ellerbach. Die Freiherren von Langenmantel (1412–1563) folgten. Später erscheinen die Schertlin von Burtenbach (1569–1638) und die Freiherren von Knöringen (1638–1769) als Ortsherren. Nachfolgend war Binswangen unter der Lehensherrschaft des Fürststifts Kempten. Seit dem Reichsdeputationshauptschluss von 1803 gehört der Ort dann zu Bayern.
Beim Novemberpogrom 1938 wurde die Synagoge in Binswangen durch SA-Männer aus Augsburg geplündert und geschändet. In den letzten Apriltagen des Jahres 1945 wurde der Ort noch von den Amerikanern beschossen.
Nach dem Zweiten Weltkrieg waren bis zu 400 Heimatvertriebene im Ort untergebracht. Von 1993 bis 1996 wurde die ehemalige Synagoge restauriert und im Eigentum des Landkreises als Haus der Begegnung und Besinnung definiert. Mittlerweile findet der Besucher an der Westseite des Bauwerks eine Gedenktafel, auf der die Namen der Holocaust-Opfer des Ortes aufgeführt sind. Ebenso informiert eine weitere Tafel über die historischen Daten der einstigen Landjudengemeinde.

### Einwohnerentwicklung
| Jahr      | 1961 | 1970 | 1987 | 1991 | 1995 | 2000 | 2005 | 2010 | 2015 | 2020 |
| --------- | ---- | ---- | ---- | ---- | ---- | ---- | ---- | ---- | ---- | ---- |
| Einwohner | 0936 | 1011 | 1094 | 1100 | 1211 | 1249 | 1338 | 1357 | 1308 | 1340 |

Zwischen 1988 und 2018 wuchs die Gemeinde von 1083 auf 1356 um 273 Einwohner bzw. um 25,2 %.

## Politik

### Bürgermeister
Erster Bürgermeister ist Anton Winkler (Freie Wählergemeinschaft). Dieser wurde im Jahr 2002 Nachfolger von Heinz Petz (CSU). Bei den Kommunalwahlen in Bayern 2014 wurde er mit 86,99 % der Stimmen im Amt bestätigt und am 15. März 2020 wurde er mit 84,8 % für weitere sechs Jahre gewählt.

### Gemeinderat
Die Wahl 2020 ergab folgende Sitzverteilung im Gemeinderat (zwölf Mitglieder):
| Parteien und Wählergemeinschaften   | % 2020 | Sitze 2020 |
| ----------------------------------- | ------ | ---------- |
| CSU                                 | 33,5   | 4          |
| Bürgerblock – Parteilose Binswangen | 26,6   | 3          |
| Freie Wählergemeinschaft Binswangen | 25,5   | 3          |
| Bündnis 90/Die Grünen               | 14,4   | 2          |
| Gesamt                              | 100,0  | 12         |
| Wahlbeteiligung in %                | 71,5   | 71,5       |

### Wappen
| Wappen von | Blasonierung: „Über einem von Grün und Gold gespaltenen Treppengiebel im Schildfuß gespalten von Gold und Grün; vorne eine heraldische Lilie, hinten drei heraldische Rosen an beblättertem Stiel in verwechselten Farben.“ |
| Wappen von | Wappenbegründung: Die Farben Gold und Grün sind dem Wappen der Herren von Ellerbach entnommen, die 1334 in den Besitz von Binswangen kamen. In der Folgezeit hatten vor allem Augsburger Patrizierfamilien die Herrschaft Binswangen zu Lehen, darunter die Langenmantel, Paumgartner und die Schertlin. Die Lilie im Gemeindewappen ist das Wappensymbol der Schertlin von Burtenbach und weist auf Konrad von Schertlin hin, der 1630 die Bruderschaftskapelle erbaute. Diese war ursprünglich als Familiengrablege gedacht. 1685 wurde dort die Skapulierbruderschaft Maria vom Berge Karmel eingeführt. Bald entwickelte sich hier eine Marienwallfahrt. Darauf weist der Rosenzweig als Mariensymbol hin. Die Bruderschaftskapelle ist nach dem Vorbild der Peterskirche in Rom in vereinfachter Form erbaut. Manche Häuser, darunter auch die Synagoge, zierte früher ein gotischer Treppengiebel. Daran erinnert der Giebel im Schildfuß. Wappenführung seit 1967. |

## Baudenkmäler
- Jüdischer Friedhof Binswangen
- Synagoge Binswangen
- Schillinghaus

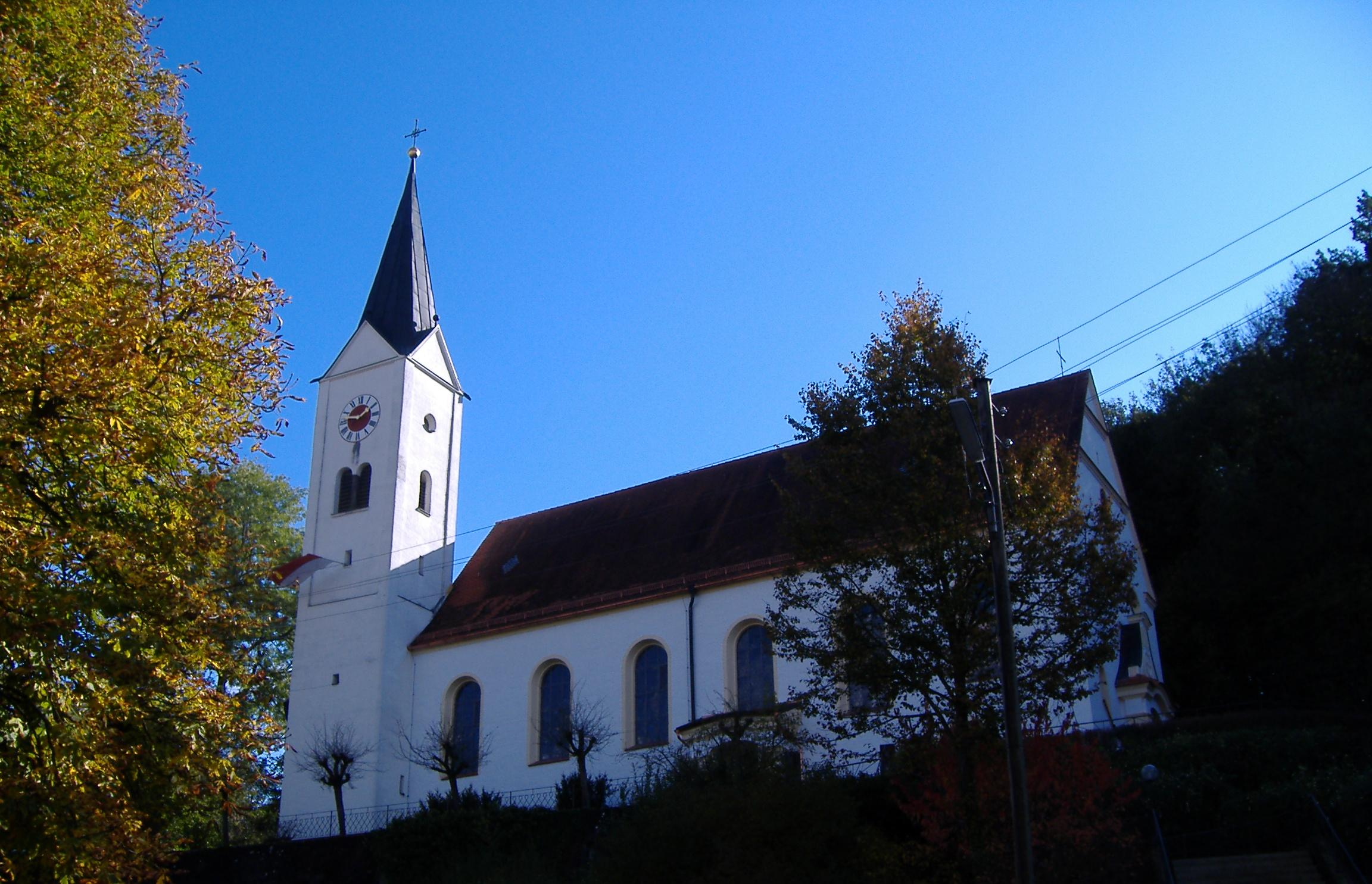
St. Nikolaus
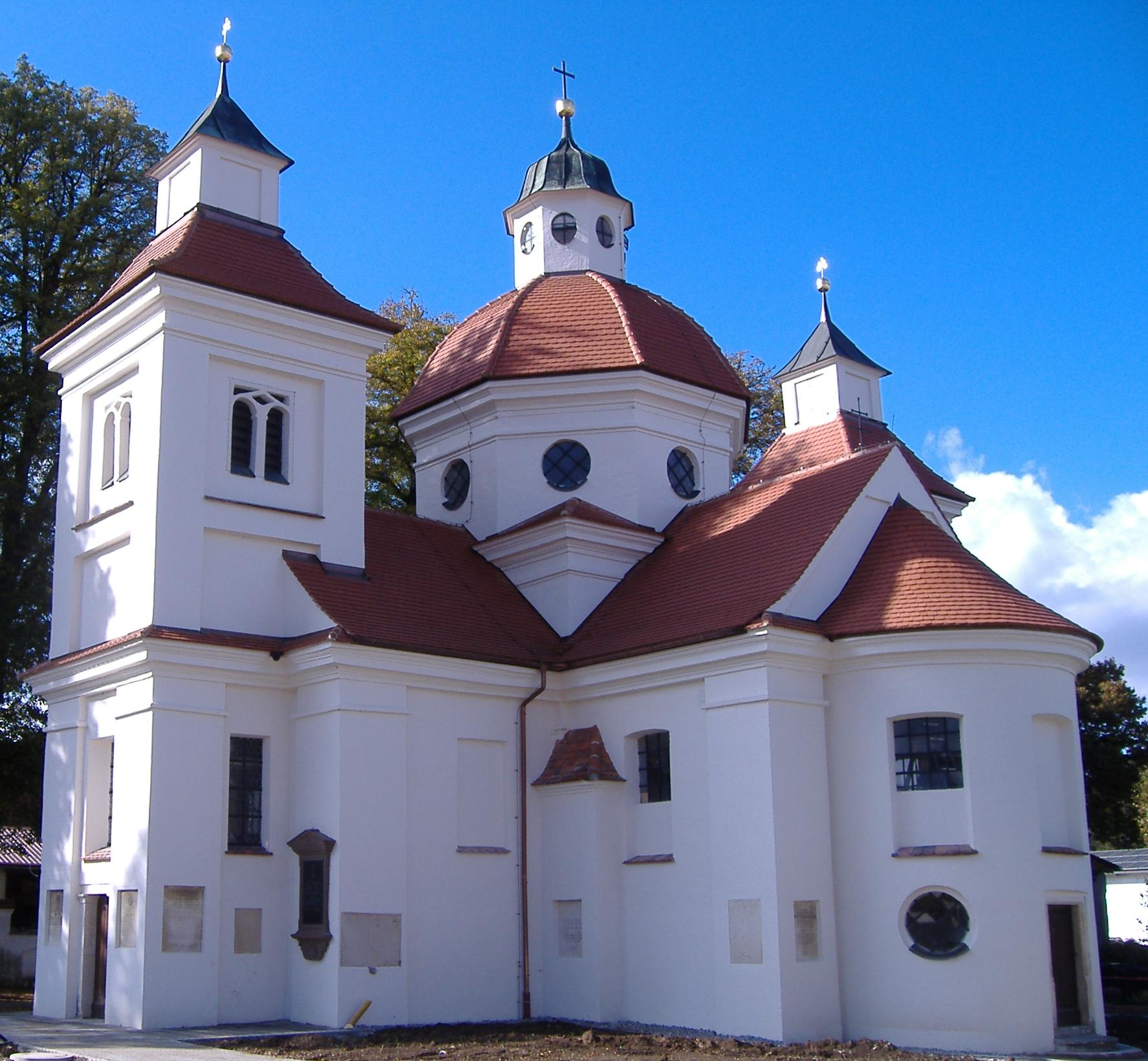
Marienkapelle
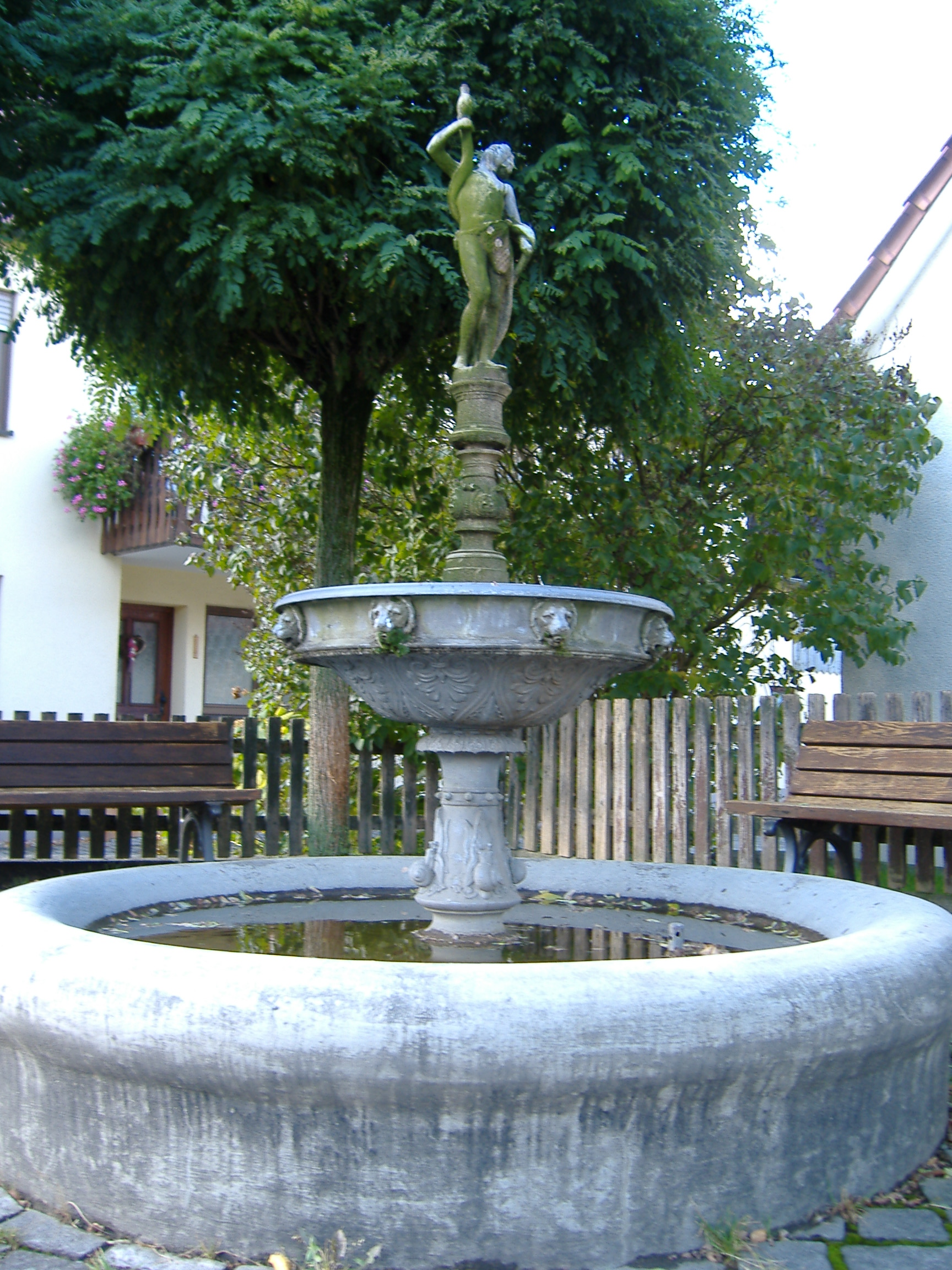
Dorfbrunnen
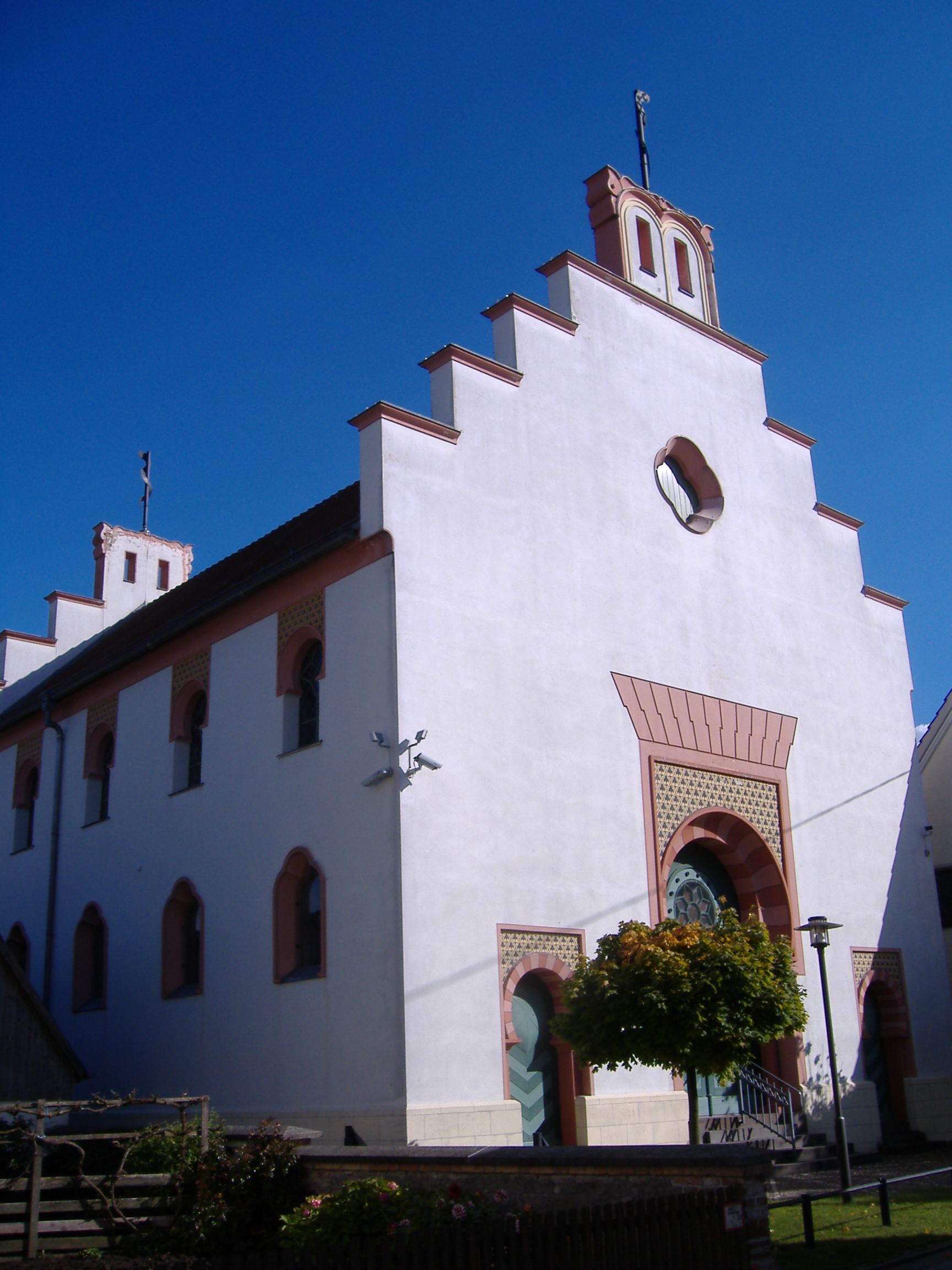
Synagoge
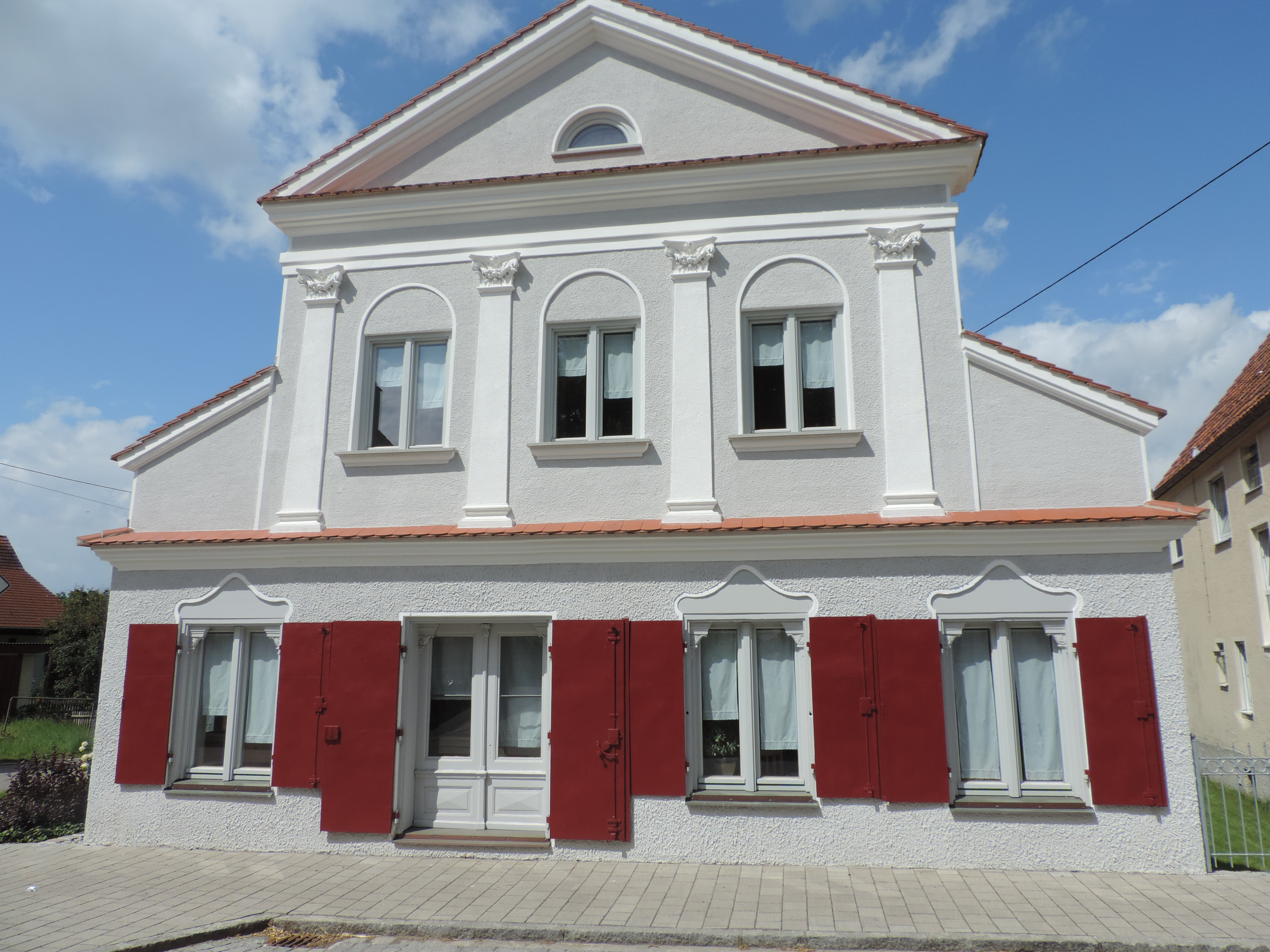
Judenhaus, genannt „Schillingshaus“

## Wirtschaft und Infrastruktur

### Wirtschaft einschließlich Land- und Forstwirtschaft
Es gab im Jahr 2021 nach der amtlichen Statistik im produzierenden Gewerbe 142 und in sonstigen Bereichen 40 sozialversicherungspflichtig Beschäftigte am Arbeitsort. Sozialversicherungspflichtig Beschäftigte am Wohnort gab es 644. Im verarbeitenden Gewerbe gab es keine, im Bauhauptgewerbe vier Betriebe. Zudem bestanden im Jahr 2020 23 landwirtschaftliche Betriebe mit einer landwirtschaftlich genutzten Fläche von 1301 ha, davon waren 1191 ha Ackerfläche und 110 ha Dauergrünfläche.

### Bildung
Es gibt (Stand: 2022) folgende Einrichtungen:
- 1 Kindertageseinrichtung: 57 genehmigte Plätze, 51 betreute Kinder

## Söhne und Töchter der Gemeinde
- Benjamin Höchstätter (1811–1888), Rabbiner
- Samson Gunzenhauser (1830–1893), Rabbiner
- Josef Christa (1877–1951), römisch-katholischer Geistlicher, Heimatforscher und Kunsthistoriker